# Buteo swainsoni
El busardo chapulinero (Buteo swainsoni), también doniminado gavilán langostero, gavilán de Swainson, halcon de Swainson o aguilucho langostero, es una especie de ave accipitriforme de la familia Accipitridae propia de América. En verano puebla amplias regiones del Canadá, Estados Unidos, México y América Central, pasando el invierno en el sur de Brasil, Uruguay, Chile (incidentalmente) y la pampa de Argentina. No se conocen subespecies.

## Descripción
Es una rapaz grande de alas anchas y largas, franja pectoral conspicua, cola con franjas angostas y puntas de las rémiges oscuras (fase normal). Su peso es aproximadamente de medio kilo (una libra).

## Dieta
Su dieta varía según la estación; en la temporada reproductiva se alimenta principalmente de mamíferos (conejos, perritos de la pradera y murciélagos, entre otros), mientras que en la temporada no reproductiva se alimenta principalmente de insectos (saltamontes, libélulas, langostas y escarabajos), algunos otros invertebrados, ocasionalmente mamíferos (roedores) y aves. Su técnica de caza más común es lanzarse desde una percha; además toma insectos en el aire. También puede capturar insectos cuando caminan torpemente sobre el suelo. Si bien se cree que durante su vuelo desde el sur de Estados Unidos hasta Sudamérica no se alimenta, es poco probable que no se alimente en vuelo. Existen registros en Colombia de hallazgos de saltamontes en el contenido estomacal de uno de estos gavilanes.[cita requerida]

## Migración
Desde el sur de Norteamérica hasta Sudamérica recorren entre 10.000 y 12.000 km en aproximadamente dos meses. Durante las migraciones, estos gavilanes sólo planean utilizando las corrientes de aire y no se detienen para alimentarse, únicamente para descansar, con lo que evitan gasto energético que implica el aleteo. En Colombia esta especie recibe el nombre de águila cuaresmera, porque justo llegan al departamento de Tolima en tiempo de Cuaresma.